# Хотел Петрус
Хотел Петрус је хотел са три звездица који се налази у Параћину, у Србији.
Хотел се налази у самом центру града, на пешачкој удаљености од свих битних знаменитости, као што је завичајни музеј, културни центар, црква, парк и шеталиште уз саму реку. У саставу хотела су 52 собе које поседују купатило са туш кабином, САТ ТВ, ДВД уређаје, директну телефонску линију, мини бар, клима уређај, бесплатан бежични и кабловски интернет.
Ресторан хотела са 600 места има и пространу терасу и банкет салу.